# Włodzimierz Lubański
Włodzimierz 'Włodek' Leonard Lubański (Gliwice-Sośnica, 28. veljače 1947.) je poljski nogometni trener i umirovljeni nogometaš. Najbolji je strijelac poljske reprezentacije svih vremena. Smatran je najboljim poljskim napadačem ikad. Trenutačno ima funkciju zamjenika predsjednika varšavske Polonije.
S Górnikom je osvojio po šest poljskih prvenstava i kupova. 1967. i 1970. proglašavan je najboljim igračem Poljske. Dva puta je morao prekidati s igranjem. Prvi puta (1964.) na godinu dana zbog bolesti srca, a drugi put (1974.) nakon ozljede na kvalifikacijskoj utakmici za SP protiv Engleske morao je pauzirati dvije godine. Osim za Górnik igrao je za KSC Lokeren, Valenciennes FC, Quimper Cornouaille i KRC Mechelen. U Quimperu je bio igrač i trener, dok je 1988. vodio Machelen.
Za reprezentaciju je debitirao sa 16 godina i 188 dana, time je postao najmlađi igrač koji je zaigrao za poljsku reprezentaciju. Na Olimpijskim igrama 1972. u Münchenu osvojio je zlatnu medalju s reprezentacijom. Igrao je i na SP 1978. u Argentini.